# منطق احتمالاتی
هدف منطق احتمالاتی (یا استدلال احتمالاتی) (به انگلیسی: Probabilistic logic)، ترکیب ظرفیت نظریه احتمالات برای مهار کردن عدم قطعیتی است که در منطق استقرایی وجود دارد. نتیجه این ترکیب، صورت‌گرایی غنی‌تر و گویاتر است با گسترهٔ وسیعی از حوزه‌های کاربردی. منطق‌های احتمالاتی سعی می‌کنند یک گسترش طبیعی از جدول‌های درستی-نادرستی که در منطق سنتی است پیدا کنند، در عوض نتایجی که تعریف می‌کنند از طریق عبارت‌های احتمالاتی به دست می‌آیند. یکی از دشواری‌های منطق‌های احتمالاتی این است که آن‌ها میل دارند پیچیدگی محاسباتی اجزاء احتمالاتی و منطقی خود را چند برابر کنند. مشکلات دیگر شامل امکان نتایج ضد شهودی، مانند آن‌هایی که در نظریه دمپستر-شافر هستند. نیاز به پرداختن به زمینه‌ها و مشکلات مختلف و بسیار متنوع، باعث ایجاد طرح‌های مختلفی از این نظریه شد.

## زمینه‌های تاریخی
طرح‌های بسیار زیادی برای منطق احتمالاتی پیشنهاد شده‌است. آن‌ها را به سختی می‌توان در دو گروه مختلف طبقه‌بندی کرد: آن‌هایی که سعی می‌کنند یک بسط احتمالاتی از مفهوم پیامد منطقی بسازند، مثل شبکه منطق مارکوف، و آن‌هایی که سعی می‌کنند مسائلی با عدم قطعیت و نبود شواهد را هدف قرار دهند.
اینکه احتمال و عدم قطعیت، دقیقاً یک چیز نیستند، می‌تواند این طریق درک شود که بر خلاف ریاضیاتی شدن احتمال در عصر روشنگری، نظریه احتمالات ریاضیاتی تا همین امروز در دادگاه‌های جزایی برای برآورد کردن احتمال مجرم بودن یک متهم، کاملاً بی‌استفاده بوده‌است.
به‌طور دقیق‌تر، در منطق مدرک‌گرا، نیازی به قائل شدن تفاوت بین حقیقت یک ادعا، و اطمینان داشتن به حقیقت آن نیست؛ بنابراین، غیرحتمی بودن مجرمیت یک متهم مثل تخصیص دادن یک احتمال عددی به ارتکاب جرم نیست. یک متهم یا مجرم است یا مجرم نیست، مثل سکه‌ای که یا شیر می‌آید یا خط. ممکن است با در نظر گرفتن یک مجموعهٔ بزرگ از متهمان، یک درصد خاصی از آن‌ها مجرم باشند، درست مانند احتمال شیر یا خط آمدن سکه. با این حال، درست نیست که این قانون میانگین را به تک‌تک متهمان بسط دهیم: یک متهم نمی‌تواند «کمی مجرم» یا «نیمه‌مجرم» باشد، همان‌طور که یک سکه نمی‌تواند «کمی شیر و کمی خط» باشد. تلفیق کردن احتمال و عدم قطعیت ممکن است در اندازه‌گیری علمی کمیت‌های فیزیکی قابل‌قبول باشد، اما در زمینهٔ استدلال «عقل سلیم» و منطق، یک خطا محسوب می‌شود. همان‌طور که در استدلال دادگاهی، هدفِ استفاده از برداشت‌های نامطمئن این است که مدارک و شواهدی برای ایجاد اطمینان به حدس یا ادعای موردنظر جمع‌آوری گردد، نه اینکه مستقیماً به صورت احتمالاتی به آن‌ها استناد شود.
از دید تاریخی، تلاش برای سنجش استدلال احتمالاتی به دوران باستان برمی‌گردد. در قرن ۱۲ ام گرایش خاص و شدیدی به وجود آمد، با کار فلسفه مدرسی و ابداع نیمه‌اثبات (که دو نیمه‌اثبات برای اثبات جرم کافی است)، روشن‌سازی اطمینان اخلاقی (اطمینان کافی برای اعمال حکم، اما کمتر از اطمینان مطلق)، توسعهٔ احتمال‌گرایی کاتولیک (این نظر که همیشه می‌توان از قوانین مقرر شدهٔ آموزه‌ها یا نظر متخصصان پیروی کرد، حتی وقتی کمتر محتمل هستند)، استدلالی مبتنی بر مورد سفسطه، و رسوایی لکسیسم (سست‌گرایی) (که احتمال‌گرایی برای پشتیبانی کردن از عملاً هر ادعایی استفاده شده بود، و می‌شد بتوان برای هر گزاره‌ای یک نظر متخصص پیدا کرد.)

## طرح‌های نوین
در زیر فهرستی از طرح‌های پیشنهادی برای گسترش‌های احتمالاتی و مدرک‌گرایانهٔ منطق کلاسیک و گزاره‌ای آورده شده‌است.
- عبارت «منطق احتمالاتی» برای اولین بار در نوشتاری توسط نیلز نیلسون در سال ۱۹۸۶ میلادی منتشر شد، که در آن مقدار حقیقت داشتن هر جمله/گزاره، یک احتمال است.[۲] تعمیم معنایی پیشنهاد شده موجب یک استلزام منطقی احتمالاتی می‌شود، که اگر احتمال تمام جملات صفر یا یک باشند به استلزام منطقی معمولی خلاصه می‌شود. این تعمیم به هر سیستم منطقی که می‌توان رابطهٔ منطقی بین یک مجموعهٔ محدود از جملات را برقرار کرد، اعمال‌شدنی است.
- مفهوم محوری در نظریهٔ منطق انگاشتی (Subjective Logic)[۳] پندارهایی هستند در مورد بعضی متغیرهای گزاره‌ای مربوط به جملهٔ منطقی داده‌شده. یک پندار دوجمله‌ای به یک گزارهٔ واحد اعمال شده و به صورت یک گسترش سه‌بعدی از یک مقدار احتمال، بیان می‌شود تا درجات مختلف ناآگاهی از حقیقت داشتن گزاره را نشان دهد. این نظریه برای محاسبهٔ پندارهای مشتق‌شده بر اساس یک ساختار پندارهای بحث، عملگرهای منتاظری برای هر یک از عملگرهای منطقی (مانند AND و OR و XOR) پیشنهاد می‌دهد.[۴] همین‌طور در مورد عملگرهای استنتاج شرطی (MP) و ربایش شرطی (MT).[۵]
- از صورت‌گرایی استدلال تخمینی که منطق فازی پیشنهاد داد، می‌توان استفاده کرد برای دست یافتن به منطقی که در آن مدل‌ها توزیع‌های احتمالاتی بوده و نظریه‌ها پاکت‌های زیرین هستند.[۶] در چنین منطقی، مسئلهٔ انسجام اطلاعات موجود کاملاً مرتبط است با انسجام یکی از واگذاری‌های جزئی احتمالاتی، و در نتیجه با پدیدهٔ کتاب هلندی.
- شبکه‌های منطق مارکوف شکلی از استنباط غیرحتمی را بر اساس اصل حداکثر آنتروپی پیاده‌سازی می‌کنند—این ایده که احتمال‌ها باید طوری تخصیص داده شوند که آنتروپی به حداکثر برسد، در قیاس با روشی که زنجیره‌های مارکوف احتمال‌ها را به ترجمه‌های ماشین حالات متناهی تخصیص می‌دهند.
- سیستم‌هایی مانند سیستم استدلال غیربدیهی (توسط Pei Wang) یا شبکه منطق احتمالاتی (یا PLN، توسط Ben Goertzel)، به وضوح یک رده‌بندی اطمینان اضافه می‌کنند، علاوه بر یک احتمال به هر ذره و هر جمله. قوانین استنتاج و استقرا، این عدم قطعیت، و در نتیجه مشکلات جانبی رویکردهای محض بیزی (شامل منطق مارکوف) را داخل می‌کنند، در حالیکه از تناقض‌های نظریه Dempster-Shafer نیز دوری می‌کنند. پیاده‌سازی شبکه منطق احتمالاتی سعی می‌کند با توجه به این گسترش‌ها، از الگوریتم‌های برنامه‌نویسی منطق استفاده کرده و نیز آن‌ها را تعمیم دهد.
- در نظریهٔ مناظره احتمالاتی،[۷][۸] احتمال‌ها به‌طور مستقیم به جملات متصل نشده‌اند. در عوض فرض شده‌است که یک زیرمجموعهٔ {\displaystyle W} از متغیر {\displaystyle V} مربوط به جملات، یک فضای احتمالاتی روی زیر-جبر سیگما متناظر تعریف می‌کند. این کار دو معیار مختلف احتمالاتی را در مورد {\displaystyle V} ایجاد می‌کند، که درجهٔ پشتیبانی و درجهٔ امکان خوانده می‌شوند. درجهٔ پشتیبانی را می‌توان به عنوان احتمال قابل‌اثبات بودن غیرافزایشی به‌شمار آورد، که مفاهیم نتیجه‌گیری منطقی معمولی (با {\displaystyle V=\{\}}) و احتمالات پسین (با {\displaystyle V=W}) را تعمیم می‌دهد. این دیدگاه از لحاظ ریاضی با نظریه Dempster-Shafer سازگار است.
- نظریهٔ استدلال مدرک‌گرا[۹] احتمالات احتمال (یا احتمالات شناختی) غیرافزایشی را به عنوان یک پندار عمومی برای پیامد منطقی (اثبات‌پذیری) و همچنین احتمال تعریف می‌کند. هدف این است که با در نظر گرفتن یک عملگرِ شناختی K که شرح‌دهنده وضعیت دانش یک نمایندهٔ عقلانی در مورد جهان است، استاندارد منطق گزاره‌ای را ارتقا دهیم. سپس احتمال‌ها بر روی این جهانِ شناختی Kp شامل همهٔ جملات گزاره‌ای p تعریف می‌شوند، و گفته می‌شود این بهترین اطلاعات قابل دسترسی برای یک تحلیل‌گر است. با این دیدگاه، نظریه Dempster-Shafer به شکل یک تعمیم از استدلال احتمالاتی ظاهر می‌شود.

## حوزه‌های کاربردی
- آمار
- بیوانفورماتیک
- روان‌شناسی
- شناخت‌شناسی رسمی (Formal epistemology)
- فلسفه علم
- نظریه بازی‌ها
- نظریه مناظره (Argumentation)
- هوش مصنوعی
- هوش مصنوعی عمومی (قدرتمند)